# Optioservus
Optioservus — род жуков из семейства речников.

## Описание
Усики удлинённые, достигают середины переднеспинки, 11-сегментные. Переднеспинка широкая, поперечная, в задней половине с продольным килем на каждой стороне. Вершинный угол пятого стернита брюшка треугольно удлинён и отогнут кверху для сцепления с эпиплеврами надкрылий. Ноги умеренной длины.

## Систематика
- Optioservus quadrimaculatus
- Optioservus trivittatus
- Optioservus castanipennis
- Optioservus ovalis